# Kálmán Tihanyi
Kálmán Tihanyi, también citado en ocasiones como Coloman Tihanyi o Koloman Tihanyi (28 de abril de 1897 - 26 de febrero de 1947) fue un físico, ingeniero eléctrico e inventor húngaro. Pionero en el campo de la televisión electrónica, realizó contribuciones significativas al desarrollo de los tubos de rayos catódicos (TRC), comprados y desarrollados por la Radio Corporation of America (más tarde RCA), y por las empresas alemanas Loewe y Fernseh AG. Inventó y diseñó el primer avión automático sin piloto del mundo en Gran Bretaña. También es conocido por la invención de la primera cámara de vídeo capaz de captar la radiación infrarroja en 1929, e ideó el primer panel plano para una pantalla de plasma en 1936. Su patente "Radioskop" fue reconocida como Documento de Importancia Universal por la Unesco, y por lo tanto, pasó a formar parte del Programa Memoria del Mundo el 4 de septiembre de 2001.

## Carrera

### Primeros años, Primera Guerra Mundial y educación

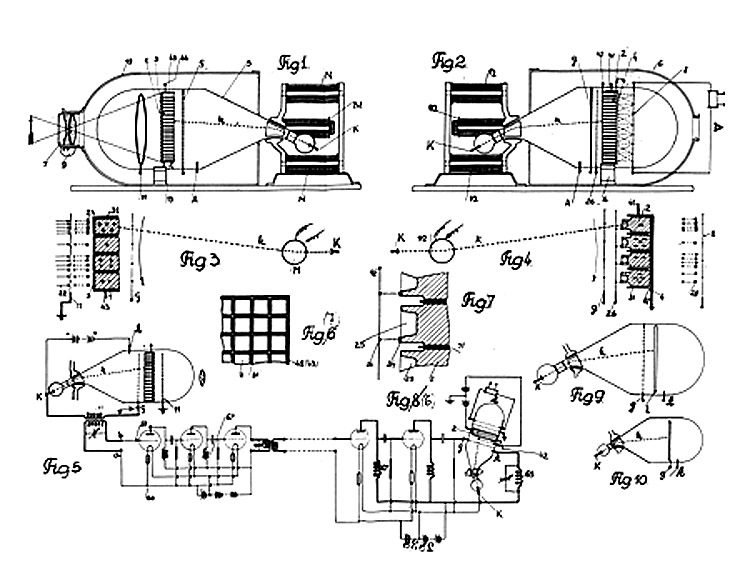
Gráfico de la patente "Radioskop" de Kálmán Tihanyi (1926)

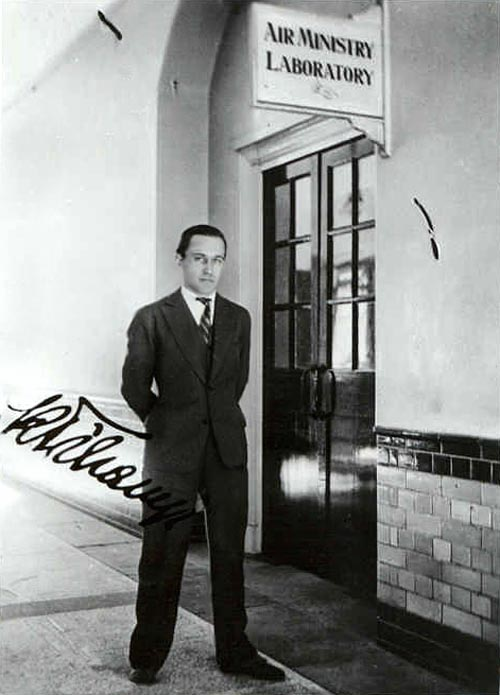
Kalman Tihanyi como científico del Ministerio del Aire británico

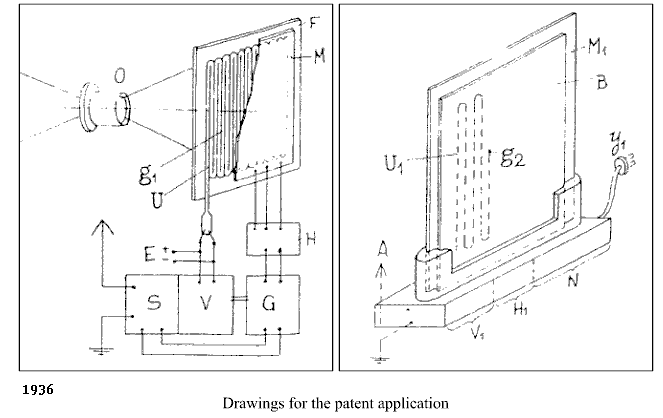
Gráfico de la patente de la pantalla de plasma de Tihanyi (1936)

Nacido en Üzbég, reino de Hungría (actualmente Zbehy, Eslovaquia), después de graduarse en la escuela primaria local, los padres de Tihanyi lo inscribieron en la Escuela Vocacional de Ingeniería Eléctrica en Pozsony (actualmente Bratislava). Mientras estudiaba allí, presentó su primera solicitud ante la Oficina de Patentes de Hungría en 1913, a la edad de dieciséis años. El título de la patente era "Dispositivo de bolsillo para manipulación ligera de placas fotográficas". El primer contrato de su vida lo firmó con una empresa vienesa, que le compró el equipo para el encendido y apagado centralizado e inalámbrico del alumbrado de las carreteras. En esa época continuó sus estudios de bachillerato en Vác, donde también se graduó, y al año siguiente, en 1916, se incorporó como voluntario al Ejército Real Húngaro. Como candidato a oficial del 4º Regimiento de Artillería del Ejército, manejó cañones en el frente oriental y luego fue trasladado a Transilvania, donde participó en las batallas en uno de los pasos fronterizos más importantes de los Cárpatos orientales, el estrecho de Ojtozi. Fue condecorado con una medalla de bronce al valor y ascendido al rango de teniente. Poco después fue trasladado a uno de los puertos militares más importantes de la Monarquía Austrohúngara, en Pula, donde ya no sirvió como soldado en una unidad de combate, sino como ingeniero de radio y, por primera vez en su vida, entró en contacto con los avances técnicos militares. Diseñó un sistema de ignición controlado a distancia para cronometrar y detonar cargas submarinas, y su mina terrestre fue considerada una invención militar distinguida.

### Periodo de entreguerras
Después de la Primera Guerra Mundial regresó a la vida civil y continuó sus estudios en la Real Universidad Húngara de Tecnología Joseph en Budapest (hoy: Universidad de Tecnología y Economía de Budapest, comúnmente conocida como Universidad Técnica), donde el joven que había perdido recientemente a su padre se quedó sin ingresos, pero la venta de sus numerosas patentes e inventos le permitió mantener a su madre viuda y a nueve hermanos.
Tihany ya se había sentido atraído por los primeros intentos de crear la televisión durante la Primera Guerra Mundial. Después de estudiar las ecuaciones de Maxwell, descubrió un fenómeno físico. El problema de la baja sensibilidad a la luz de los tubos transmisores o "cámaras" de captación de imagen, se resolvería con la introducción de la tecnología de almacenamiento de carga desarrollada por Tihany a principios de 1924. Su diseño final fue patentado bajo el nombre de "Radioskop" (patente húngara: T-3768) el 20 de marzo de 1926. Describió su sistema de televisión de almacenamiento de carga con tubo de rayos catódicos no en una, sino en tres versiones: con cable, inalámbrica y en color, lo que significaba que estaba pensando en la televisión en color incluso cuando la mayor parte de la industria cinematográfica todavía producía películas en blanco y negro. Su solicitud de patente contenía 42 páginas que detallaban su diseño y producción en masa. Está registrada en el Programa Memoria del Mundo de la Unesco. Aunque tiene ciertas similitudes con propuestas anteriores que empleaban un tubo de rayos catódicos (TRC) tanto en la función de transmisor como en la de receptor, el sistema de Tihanyi representó un cambio radical. Al igual que la versión final y mejorada que patentaría en 1928, incorporaba un concepto completamente nuevo en cuanto a diseño y funcionamiento, basado en una tecnología que se conocería como el "principio de almacenamiento". Esta tecnología implica el mantenimiento del efecto fotoeléctrico de la capa sensible a la luz del tubo detector entre exploraciones. De este modo, se produciría una acumulación de cargas y se almacenaría la "imagen eléctrica latente". Presentó dos solicitudes de patente independientes en 1928 y luego extendió la protección de la patente más allá de Alemania: en Francia, en el Reino Unido, en los Estados Unidos y en otros lugares.
Sin embargo, los conceptos radicalmente nuevos que presentó en su patente del Radioskop no fueron ampliamente comprendidos y reconocidos por los profesionales contemporáneos hasta alrededor de 1930.

#### Berlín
En 1928, Tihanyi fue a Berlín, donde se inició el desarrollo de la televisión electromecánica a partir de los discos de Nipkow que estaban siendo producidos por la Oficina Postal Alemana y por los principales fabricantes. Montó su propio laboratorio en Berlín, donde construyó su primer tubo de imagen experimental con su hermano menor, que también era ingeniero eléctrico. El invento fue recibido con entusiasmo por Telefunken y Siemens, pero al final, optaron por continuar con el desarrollo de la televisión mecánica. Pero la American Radio Corporation of America (RCA) se puso en contacto con él, compró su patente y comenzó el desarrollo en el laboratorio del tubo de resolución de imagen. Después de unos meses, Vladimir Zworykin, de la RCA, completó los primeros tubos de cámara estadounidenses que funcionaban bien y que se basaban en las ideas de Tihanyi, y el nuevo sistema de televisión se denominó iconoscopio.

#### Londres
En 1929, Tihanyi patentó su nuevo invento militar bajo el título: "Dispositivos automáticos de orientación y dirección para torpedos, cañones y otros aparatos" (véase: Patente británica GB352035A). Ese mismo año se trasladó a Londres, donde fue invitado a trabajar en la guía de televisión para aplicaciones de defensa, construyendo prototipos de una cámara para aviones guiados a distancia para el Ministerio del Aire británico, y más tarde adaptándolos para la Marina Militare italiana. Las soluciones de la tecnología que Tihanyi describió en su patente de 1929 fueron tan influyentes, que las empresas productoras de vehículos aéreos no tripulados estadounidenses todavía utilizaban muchas de sus ideas incluso medio siglo después, hasta mediados de la década de 1980. También en 1929 inventó la primera cámara de televisión electrónica sensible a los infrarrojos (visión nocturna) del mundo para la defensa antiaérea en Gran Bretaña. En Londres se le encargó el diseño de los dispositivos de control remoto y los sistemas de control de fuego para tanques, cañones antiaéreos y reflectores antiaéreos para Gran Bretaña.
Las patentes estadounidenses de Tihanyi para sus tubos de visualización y cámara, asignadas a RCA, se emitieron en 1938 y 1939, respectivamente.

#### Budapest
En 1936, Tihanyi describió el principio de la pantalla de plasma para televisión y concibió el primer sistema de televisión de pantalla plana. El prototipo constaba de un único "punto de transmisión" que se movía a gran velocidad detrás de una rejilla de celdas dispuestas en una pantalla de panel delgado, que se excitaba a diferentes niveles variando los voltajes en el punto.

### Segunda Guerra Mundial

#### Proyector de haces ultrasónicos "Titán"
En el verano de 1940 regresó a su país natal con un plan elaborado para un proyector de haces acústicos. Los experimentos con el dispositivo de ultrasonidos Titán, cuyo nombre en código era TVR, estaban rodeados de un gran secreto. Para construirlo, llegó pronto a un acuerdo con la aprobación del Consejo Técnico Militar Supremo. A finales de 1941, se planificó la organización del trabajo, elaborando planos de fabricación, montando un taller y dos laboratorios. Las grandes piezas de trabajo se produjeron en las fábricas de Ganz y Láng, pero todo lo demás, incluido un reflector parabólico de dos metros de diámetro, lo fabricó él mismo. Seleccionó a 45 empleados de origen judío del Cuerpo Militar Especial Real Húngaro, incluidos nueve ingenieros, de entre las filas de trabajadores militares. De esta manera, pudo ayudar a sus amigos y colegas de origen judío a evitar la deportación. En la segunda mitad de 1943, la situación se volvió cada vez más tensa debido a su personal, que en ocasiones fue reemplazado por personas potencialmente peligrosas. Tihanyi no tenía ninguna duda de que estaban bajo vigilancia y también se filtró que se había unido al círculo antifascista de Endre Bajcsy-Zsilinszky. Consideraba cada vez más probable que la máquina no solo sirviera a los intereses húngaros, sino que podría caer inevitablemente en manos alemanas. En consecuencia, comenzó a retrasar la finalización del proyecto, manteniendo la apariencia de que continuaban los trabajos. Después de la ocupación alemana de Hungría, quedó en una situación desesperada. El 5 de abril de 1944, Tihanyi y sus principales colaboradores fueron arrestados por la Gestapo. El 11 de abril de 1944, fue llevado del cuartel de Hadik a la prisión militar del bulevar Margit, donde estuvo recluido en libertad condicional durante cinco meses, en confinamiento solitario, siendo acusado de alta traición como supuesto agente británico y miembro del MI6. A pesar de que durante su trabajo científico para la Real Fuerza Aérea y el Ministerio del Aire mantuvo algún contacto esporádico con oficiales del MI6, Tihanyi nunca fue miembro del Servicio Secreto de Inteligencia británico.

### Posguerra y muerte
Al final de la guerra, a pesar de su estado físico deteriorado, volvió a trabajar entre 16 y 17 horas diarias. En su fábrica, comenzó a producir su nueva solución de rodamientos de bolas (huecos internamente). Ya en junio de 1945, tomó medidas para fundar una empresa de televisión húngara, construir una estación transmisora y organizar una fábrica de tubos de imagen. Sin embargo, pospuso este plan y, eligiendo entre docenas de ideas basadas en la tecnología de ultrasonidos, decidió trabajar en su invención de una centrifugadora para separar partículas de oro del mineral con el que van mezcladas. Para hacer realidad esta idea, decidió desarrollar su propio invento. Se asoció con el profesor Lajos Lóczy, director del Instituto de Geología, y construyó un prototipo.
Su primer ataque cardíaco en el invierno de 1946 indicó que su cuerpo no podía soportar el acelerado ritmo de vida que se había impuesto. Pero un segundo ataque cardíaco lo venció y terminó con su vida fulminantemente el 26 de febrero de 1947.

## Almacenamiento de carga y un nuevo fenómeno físico (1924)
En un artículo de la revista Technikatörténeti Szemle, posteriormente reeditado en Internet, titulado El Iconoscopio: Kalman Tihanyi y el desarrollo de la televisión moderna, la hija de Tihanyi, Katalin Tihanyi Glass, señala que su padre encontró que el "principio de almacenamiento" incluía un "nuevo fenómeno físico", el efecto de fotoconductividad:

La primera referencia al nuevo fenómeno que este autor localizó se encuentra en un artículo titulado "Acerca de la televisión eléctrica", escrito por Kalman Tihanyi y publicado el 3 de mayo de 1925, casi un año antes de su primera solicitud de patente para un sistema de televisión totalmente electrónico. Aunque el inventor no utiliza el término "principio de almacenamiento" o "efecto de almacenamiento", la descripción del nuevo fenómeno que había descubierto implica que eso era exactamente lo que tenía en mente. Así, escribió:

"El autor de este artículo ha estudiado a fondo todos los fenómenos conocidos del estado actual de las ciencias físicas que podrían aplicarse a la solución del problema y, basándose en los cálculos de control, los ha considerado inadecuados para alcanzar la eficiencia mínima requerida de 1/80.000 s en la estación transmisora. Sin embargo, durante la experimentación se descubrió un nuevo fenómeno físico en el que el efecto óptico y el eléctrico son prácticamente simultáneos. De hecho, el desplazamiento entre los dos efectos no se pudo detectar con nuestros instrumentos, aunque existe la posibilidad de un desplazamiento de 1/400.000.000 de segundo según las ecuaciones de Maxwell en relación con un fenómeno relacionado. Esto significa que bajo este fenómeno no sólo se pueden seguir los cambios deseables de 1/150.000 de segundo, sino de 1/400 millones de cambios" (K. Tihanyi: "Az elektromos távolbavetítésről" ("Acerca de la teleproyección eléctrica"), revista Nemzeti Újság, 3 de mayo de 1925, pág. 23). (Énfasis añadido.)
Una investigación de varios diccionarios y léxicos confirma que, en efecto, además del efecto fotoeléctrico (o fotoemisivo), la tecnología de almacenamiento de televisión también implica un fenómeno completamente diferente.
De estas caracterizaciones se desprende que mientras que bajo el efecto fotoeléctrico los electrones ligados liberados de tales materiales fotosensibles varían linealmente con la frecuencia de la radiación, "es decir, por cada fotón incidente se expulsa un electrón", bajo el efecto de almacenamiento se produce un fenómeno fotoconductor y fotovoltaico donde ("aparte de la liberación de electrones de los metales") cuando los fotones son absorbidos en una unión p-n (en un semiconductor) o unión metal-semiconductor, "se producen nuevos portadores de carga libres", (efecto fotoconductor) y donde "el campo eléctrico en la región de la unión hace que los nuevos portadores de carga se muevan, creando un flujo de corriente en un circuito externo sin necesidad de una batería", (conversión fotovoltaica) (The International Dictionary of Physics and Electronics, N.Y. 1956, 1961, pp. 126, 183, 859-861, 863, 1028-1028, 1094-1095).

El Diccionario Conciso de Física, en el apartado "Células Fotoeléctricas", distingue entre "las fotocélulas originales" (que utilizaban la fotoemisión desde una superficie fotosensible y su atracción por el ánodo) y "las fotocélulas más modernas que utilizan el efecto fotoconductor y fotovoltaico" (The Concise Dictionary of Physics, Oxford, 1985).